# WHO必須医薬品モデル・リスト

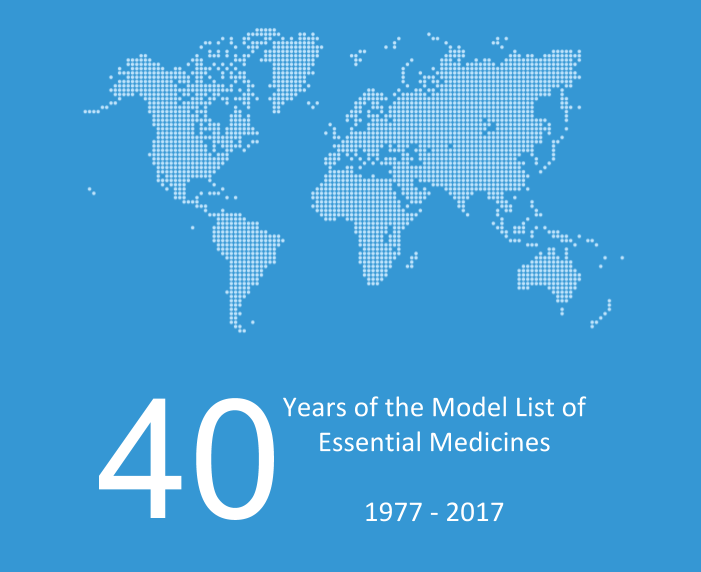
WHO必須医薬品モデル・リストは1977年に策定され、2017年に40周年を迎えた。

WHO必須医薬品モデル・リスト（ダブリュー・エイチ・オーひっすいやくひんモデル・リスト、英語: WHO Model List of Essential Medicines , EML）とは、世界保健機関 (WHO) が策定した、現代的な医療水準を維持するために必須と考えられる医薬品類（essential medicines , E-Drug）のことである。重要な医薬品を取り揃える際の選定例として活用されており、リストには約300品目の医薬品が収載されている。このリストは医薬品の入手が困難な開発途上国において、入手しやすいことも考慮して選定されており、医療援助の際に、最小限必要な医薬品選定の際の指標ともされている。「WHOエッセンシャル・ドラッグ」とも呼ばれる。

## 概要
世界保健機関 (WHO) は、1975年の第28回総会において必須医薬品（essential drugs）というコンセプトを採択した。これは
とされており、各国が必要と国情に応じて策定することとされた。同総会において、WHA 28.66 (必須医薬品活動に関する決議) を採択し、WHOは加盟各国における必須医薬品の策定に関して助言していくこととなった。その一環として、各国の必須医薬品リストのモデルとなるリストとして策定されたのが、本リストである。なお必須医薬品は、1978年のアルマ・アタ宣言において、プライマリ・ヘルス・ケア (PHC) の8要素の1つとして数えられている。
当初は「WHO Model List of Essential Drugs」と称されており、初版は1977年に、208種類の医薬品を収載して、必須医薬品の選択に関する専門委員会（WHO Expert Committee on the Selection of Essential Drugs）第1回報告に掲載された。モデル・リストは当初2年から3年の1回改訂されていたものの、1987年以降は2年毎に改訂されており、2021年現在、2019年に改訂された第21版が最新である。初版以後、しばらく収載品目数は増加してきたのに対して、近年は削除品目も検討されて整理が進み、320品目前後で推移している。また2007年10月より小児版（12歳以下のための必須医薬品リスト）もリリースされており、こちらは2021年現在、第7版が最新である。なお同委員会は、1982年に開催された3回目の委員会でWHO Expert Committee on the Use of Essential Drugsと改名され、その後も改称された結果、2003年以降はWHO Expert Committee on the Selection and Use of Essential Medicinesと称されている。
なお、必須医薬品というコンセプトの創出に当たっては、当時、薬剤政策管理部門のチーフであった中嶋宏が中心的な役割を果たしたことが知られている。ただし先進国においては、その国で既に一般的に用いられている医薬品が充実しているため、敢えて必須医薬品リストが策定されていないことも多い。

## 大人用薬品リスト 第17版

### 麻酔関連
- 吸入麻酔薬
  - ハロタン - 揮発性麻酔薬。
  - イソフルラン - 揮発性麻酔薬。
  - 亜酸化窒素 - ガス麻酔薬 (いわゆる笑気ガス)。
  - 酸素 - 酸素吸入用。
- 静脈麻酔薬
  - ケタミン - 解離性麻酔薬。
  - プロポフォール - 短時間作用型のフェノール誘導体。
- 局所麻酔
  - ブピバカイン - キシリジン系アミド型局所麻酔薬
  - リドカイン - 局所麻酔薬および抗不整脈薬
  - アドレナリン添加リドカイン
  - 追加リスト
    - エフェドリン - 交感神経β2受容体作動薬
- 麻酔前投与薬
  - アトロピン - 抗コリン薬。
  - ミダゾラム - ベンゾジアゼピン系。
  - モルヒネ - 麻薬。

### 鎮痛薬・NSAIDs・DMARDs
- アセトアミノフェン
- 非ステロイド性抗炎症薬 (NSAIDs)
  - アセチルサリチル酸 - いわゆるアスピリン
  - イブプロフェン
- オピオイド
  - コデイン
  - モルヒネ
  - フェンタニル
- 抗痛風薬
  - アロプリノール - キサンチンオキシダーゼ阻害薬
- 抗リウマチ薬 (DMARDs)
  - クロロキン
  - 追加リスト
    - アザチオプリン - 免疫抑制薬 (プリン合成阻害)
    - メトトレキセート - 葉酸代謝拮抗薬、免疫抑制
    - ペニシラミン - 金属キレート剤
    - サラゾスルファピリジン (SASP、SSZ) - サリチル酸とスルファピリジンとのジアゾ化合物。

### 抗アレルギー薬
- クロルフェニラミン - 抗ヒスタミン薬
- アドレナリン - カテコールアミン
- 副腎皮質ホルモン薬
  - コルチゾール - ステロイドホルモン (糖質コルチコイド)
  - プレドニゾロン - ステロイド系抗炎症薬 (中時間作用型)
  - デキサメタゾン - ステロイド系抗炎症薬 (長時間作用型; リン酸エステル型)

### 抗体および抗毒物療法
- 活性炭
- アセチルシステイン (NAC) - 去痰薬 (粘液溶解剤)
- アトロピン - 有機リン化合物中毒治療薬。
- ナロキソン - オピオイド拮抗薬。
- グルコン酸カルシウム - 低カルシウム血症治療薬。
- メチレンブルー - メトヘモグロビン血症治療薬。
- プルシアンブルー - タリウム中毒治療薬、鉄染色剤。
- 亜硝酸ナトリウム - シアン化物中毒治療薬。
- チオ硫酸ナトリウム - シアン化物中毒治療薬。
- キレート薬
  - エチレンジアミン四酢酸 (EDTA) - 鉛中毒治療薬、急性高カルシウム血症。
  - デフェロキサミン (DFO) - 鉄中毒治療薬。
  - D-ペニシラミン - 重金属中毒治療薬、免疫抑制剤。
  - ジメルカプロール - 重金属中毒治療薬。
  - ジメルカプトコハク酸 (DMSA) - 水銀中毒治療薬。

### 抗痙攣薬・抗てんかん薬
- カルバマゼピン (CBZ) - イミノスチルベン系抗てんかん薬・向精神薬
- ジアゼパム - ベンゾジアゼピン系抗不安薬、抗痙攣薬、鎮静薬
- ロラゼパム - ベンゾジアゼピン系抗不安薬・催眠/鎮静剤
- 硫酸マグネシウム - 便秘・子癇治療薬。
- フェノバルビタール - バルビツール系催眠・抗不安・抗てんかん薬。
- フェニトイン - ヒダントイン系抗てんかん薬。
- バルプロ酸ナトリウム - 抗痙攣薬・気分安定薬。
- エトスクシミド (ESM) - スクシミド系抗痙攣薬。

### 抗感染症薬

#### 駆虫薬
- 腸管駆虫薬
  - アルベンダゾール - ベンゾイミダゾール系。
  - レバミゾール - 線虫駆除薬。
  - メベンダゾール - 鞭虫駆除薬。
  - ニクロサミド - 条虫駆除薬。
  - プラジカンテル - 吸虫駆除薬。
  - ピランテル - 線虫駆除薬。
- フィラリア駆除薬
  - アルベンダゾール
  - ジエチルカルバマジンクエン酸塩
  - イベルメクチン - マクロライド系。
- 住血吸虫駆除薬
  - プラジカンテル - 吸虫駆除薬。
  - トリクラベンダゾール - ベンゾイミダゾール系。
  - オキサムニキン - マンソン住血吸虫駆除薬。

#### 抗菌薬
- 細胞壁合成阻害剤
  - バンコマイシン (VCM)
  - β-ラクタム系抗生物質
    - ペニシリン系
      - ベンジルペニシリン (PCG)
      - ベンジルペニシリン・ベンザチン (DBECPCG) - 耐酸性ペニシリン
      - プロカインベンジルペニシリン
      - フェノキシメチルペニシリン (ペニシリンV: PCV) - 耐酸性ペニシリン。日本未承認
      - クロキサシリン (MCIPC) - ペニシリナーゼ耐性ペニシリン。日本未承認
      - アンピシリン (ABPC) - アミノペニシリン
      - アモキシシリン (AMPC) - 耐酸性アミノペニシリン
      - アモキシシリン・クラブラン酸 (AMPC/CVA) - βラクタマーゼ阻害剤・ペニシリン合剤

    - セフェム系
      - セファレキシン (CEX) - 第1世代
      - セファゾリン (CEZ) - 第1世代
      - セフィキシム (CFIX) - 第1世代
      - セフトリアキソン (CTRX) - 第3世代
      - セフォタキシム (CTX) - 第3世代
      - セフタジジム (CAZ) - 第3世代

    - カルバペネム系
      - イミペネム・シラスタチン (IMP/CS)
- タンパク質合成阻害剤 (リボソーム阻害剤)
  - クロラムフェニコール (CP)
  - アジスロマイシン (AZM) - 15員環マクロライド系
  - クラリスロマイシン (CAM) - 14員環マクロライド系
  - エリスロマイシン (EM) - 14員環マクロライド系
  - ドキシサイクリン (DOXY) - テトラサイクリン系
  - ゲンタマイシン (GM) - アミノグリコシド系
  - スペクチノマイシン (SPCM) - アミノグリコシド系
  - クリンダマイシン (CLDM) - リンコマイシン系
- DNA阻害剤
  - シプロフロキサシン (CPFX) - ニューキノロン系合成抗菌剤
  - メトロニダゾール - 抗原虫薬・合成抗菌剤
- その他抗菌剤
  - ニトロフラントイン - ニトロフラン系
  - ST合剤 - サルファ剤・葉酸合成阻害剤の合剤
  - トリメトプリム (TRI) - 葉酸合成阻害剤
- 抗らい菌薬
  - クロファジミン
  - ジアフェニルスルホン (DDS)
  - リファンピシン (RFP)
- 抗結核薬
  - エタンブトール (EB)
  - イソニアジド (INH)
  - リファンピシン (RFP)
  - ピラジナミド (PZA)
  - リファブチン (RBT)
  - カプレオマイシン (CPM) - 日本国内では販売中止。
  - サイクロセリン (CS)
  - エチオナミド (TH)
  - パラアミノサリチル酸 (PAS)
  - アミノグリコシド系
    - ストレプトマイシン (SM)
    - アミカシン (AMK)
    - カナマイシン (KM)

  - ニューキノロン系
    - オフロキサシン (OFLX)

#### 抗真菌薬
- ポリエン系抗生物質
  - ナイスタチン
  - アムホテリシンB
- その他抗生物質
  - グリセオフルビン
- 合成抗菌物質
  - クロトリマゾール
  - フルコナゾール - トリアゾール系
  - フルシトシン (5-FC) - フッ化ピリミジン系
- 有機・無機化合物
  - ヨウ化カリウム (KI)

#### 抗ウイルス薬
- 抗ヘルペスウイルス薬
  - アシクロビル
- 抗レトロウィルス薬
  - 核酸系逆転写酵素阻害剤 (nRTIs)
    - アバカビル (ABC)
    - ジダノシン (DDI)
    - エムトリシタビン (FTC)
    - ラミブジン (3TC)
    - サニルブジン (d4T)
    - テノフォビル (TDF)
    - ジドブジン (ZDV)

  - 非核酸系逆転写酵素阻害剤 (nnRTIs)
    - エファビレンツ (EFV)
    - ネビラピン (NVP)

  - プロテアーゼ阻害剤 (PI)
    - アタザナビル (ATV)
    - インジナビル (IDV)
    - ロピナビル・リトナビル合剤 (LPV/rtv)
    - リトナビル (rtv)
    - サキナビル (SQV)

  - オセルタミビル
  - リバビリン

#### 抗原虫薬
- 抗アメーバ・鞭毛虫薬
  - ジロキサニド
  - メトロニダゾール
- 抗リーシュマニア薬
  - アムホテリシンB
  - ミルテホシン
  - パロモマイシン
  - スチボグルコン酸ナトリウム / アンチモン酸塩メグルミン
- 抗マラリア薬
  - アモジアキン
  - アルテムエーテル
  - ルメファントリン
  - アーテスネート (Artesunate) 
  - クロロキン
  - ドキシサイクリン
  - メフロキン
  - プリマキン
  - キニーネ
  - スルファドキシン＋ピリメタミン
  - プログアニル
- 抗ニューモシスティス・トキソプラズマ薬
  - ピリメタミン
  - スルファジアジン
  - ST合剤 (スルファメトキサゾール＋トリメトプリム)
  - ペンタミジン
- 抗トリパノソーマ薬
  - 抗アフリカ睡眠病薬
    - 第1期
      - ペンタミジン
      - スラミン

    - 第2期
      - エフロルニチン (DFMO)
      - メラルソプロール
      - ニフルチモックス

  - 抗シャーガス病薬
    - ベンズニダゾール
    - ニフルチモックス

### 抗片頭痛薬
- アセチルサリチル酸
- イブプロフェン
- アセトアミノフェン
- プロプラノロール

### 化学療法薬
- 免疫抑制剤
  - アザチオプリン (AZP)
  - シクロスポリン (CsA)
- 細胞傷害性薬剤およびアジュバント
  - アロプリノール
  - アスパラギナーゼ (L-ASP)
  - ブレオマイシン (BLM)
  - フォリン酸
  - カルボプラチン (CBDCA)
  - クロラムブシル
  - シクロホスファミド (CPA)
  - シタラビン (Ara-C)
  - ダカルバジン (DTIC)
  - アクチノマイシン
  - ダウノルビシン (DNR)
  - ドセタキセル
  - ドキソルビシン (DXR)
- ホルモン剤及び抗ホルモン剤
  - 副腎皮質ホルモン薬
    - デキサメタゾン (DEX)
    - コルチゾール (CORT)
    - メチルプレドニゾロン (mPSL)
    - プレドニゾロン (PSL)

  - タモキシフェン (TAM) - エストロゲン拮抗薬
- 緩和医療薬
  - アミトリプチリン - 第一世代三環系抗うつ薬
  - シクリジン - 第一世代抗ヒスタミン薬
  - デキサメタゾン (DEX)
  - ベンゾジアゼピン系
    - ジアゼパム - 長時間作用型
    - ミダゾラム - 短時間作用型

  - ジオクチルソジウムスルホサクシネート (DSS) - 便秘治療剤
  - フルオキセチン - 選択的セロトニン再取り込み阻害薬 (SSRI)
  - スコポラミン - 抗コリン薬 (ムスカリン受容体拮抗薬)
  - イブプロフェン
  - モルヒネ
  - ラクツロース
  - オンダンセトロン - 5-HT3受容体拮抗薬
  - センノシド - 瀉下薬

### 抗パーキンソン病薬
- ビペリデン - 抗コリン型抗パーキンソン病薬。
- レボドパ合剤 (レボドパ＋カルビドパ（英語版）) - ドーパミン補充療法用

### 血液及び造血器系に作用する薬
- 貧血治療薬
  - 硫酸鉄(II)
  - 硫酸鉄(II)＋葉酸
  - 葉酸
  - ヒドロキソコバラミン
- 凝固線溶系薬
  - ヘパリン
  - フィロキノン
  - プロタミン
  - ワルファリン
- 異常ヘモグロビン症治療薬
  - デフェロキサミン
  - ヒドロキシカルバミド

### 血液製剤と代用血漿
- 代用血漿
  - デキストラン70 - 子宮鏡検査時の子宮内灌流液としても用いられる
- 血液製剤
  - 第VIII因子濃縮製剤 - 血友病A等の治療に用いる
  - 第IX因子複合製剤 (ほか第II, VII, X因子を含有) - 血友病B等の治療に用いる
  - ヒト免疫グロブリン製剤

### 心血管系に作用する薬
- 抗狭心症薬
  - ビソプロロール - β遮断薬 (β1選択性、ISA(-)) 
  - ベラパミル - Ca拮抗薬
  - 硝酸薬 - 血管拡張薬
    - ニトログリセリン (NTG)
    - 硝酸イソソルビド (ISDN)
- 抗不整脈薬
  - リドカイン - Vaughan Williams分類Ib群 (Naチャネル抑制・活動電位持続時間短縮作用)
  - ビソプロロール - Vaughan Williams分類II群 (β遮断作用)
  - アミオダロン - Vaughan Williams分類III群 (Kチャネル抑制作用)
  - ベラパミル - Vaughan Williams分類IV群 (Caチャネル抑制作用)
  - ジゴキシン
  - アドレナリン
- 高血圧治療薬
  - アムロジピン - Ca拮抗薬 (ジヒドロピリジン系)
  - ビソプロロール - β遮断薬 (β1選択性、ISA(-))
  - エナラプリル - ACE阻害薬
  - ヒドララジン - 血管拡張薬
  - ニトロプルシド - 血管拡張薬
  - ヒドロクロロチアジド (HCTZ) - サイアザイド系利尿薬
  - メチルドパ - 中枢性α2作動薬
- 心不全治療薬
  - ジゴキシン - 強心薬
  - ドーパミン - カテコールアミン
  - ビソプロロール - β遮断薬 (β1選択性、ISA(-))
  - エナラプリル - ACE阻害薬
  - フロセミド - ループ利尿薬
  - ヒドロクロロチアジド (HCTZ) - サイアザイド系利尿薬
- 抗血栓薬
  - アセチルサリチル酸 - 抗血小板薬
  - ストレプトキナーゼ - 血栓溶解薬
- 脂質異常症治療薬
  - シンバスタチン - スタチン (HMG-CoA還元酵素阻害薬)

### 皮膚に作用する薬
- 抗真菌薬
  - ミコナゾール - イミダゾール系
  - 二硫化セレン
  - チオ硫酸ナトリウム
  - テルビナフィン
- 殺菌剤
  - ムピロシン
  - 過マンガン酸カリウム
  - スルファジアジン銀
- 抗炎症剤・痒みどめ
  - ベタメタゾン
  - カラミン
  - コルチゾール
- 皮膚分化・増殖抑制剤
  - 過酸化ベンゾイル
  - コールタール
  - ジトラノール（英語版）
  - フルオロウラシル
  - ポドフィリン・レジン
  - サリチル酸
  - 尿素
- 抗疥癬・虱薬
  - 安息香酸ベンジル
  - ペルメトリン

### 診断試薬
- 眼科領域
  - フルオレセイン - 角膜表面ないし血管造影用。
  - トロピカミド - 瞳孔拡張薬。
- 造影剤
  - アミドトリゾ酸 - 水溶性・イオン性造影剤。尿路・肝胆膵管・関節・唾液腺造影に用いる。
  - 硫酸バリウム - 経口・注腸で消化管X線造影に用いる。
  - イオヘキソール - 水溶性・非イオン性造影剤。尿路・血管撮影，CTにおける脳槽・脊髄造影に用いる。
  - イオトロクス酸メグルミン - 水溶性・イオン性造影剤。胆嚢・胆管撮影に用いる。

### 殺菌消毒薬
- 消毒薬
  - クロルヘキシジン
  - エタノール
  - ポビドンヨード
- 殺菌剤
  - 塩素・塩化物
  - クロロキシレノール
  - グルタルアルデヒド

### 利尿剤
- アミロライド - カリウム保持性利尿薬。日本では臨床使用されていない。
- フロセミド - ループ利尿薬
- ヒドロクロロチアジド - サイアザイド系 (チアジド系) 利尿薬
- マンニトール - 浸透圧性利尿剤
- スピロノラクトン - 抗アルドステロン薬 (カリウム保持性利尿薬)。

### 消化器系に作用する薬
- 消化酵素剤
- 潰瘍治療薬
  - オメプラゾール (OPZ) - プロトンポンプ阻害薬
  - ラニチジン - ヒスタミンH2受容体拮抗薬
- 制吐薬
  - デキサメタゾン
  - メトクロプラミド - ドーパミン受容体拮抗薬
  - オンダンセトロン - 5-HT3受容体拮抗薬
- 消炎薬
  - サラゾスルファピリジン (SASP、SSZ)
  - コルチゾール (CORT)
- 瀉下薬
  - センノシド
- 下痢症治療薬
  - 経口補水塩
  - 硫酸亜鉛

### 内分泌に作用する薬
- 副腎皮質ホルモン薬
  - フルドロコルチゾン
  - コルチゾール (CORT)
- アンドロゲン
  - テストステロン
- 避妊薬
  - 経口避妊薬
    - エチニルエストラジオール＋レボノルゲストレル
    - エチニルエストラジオール＋ノルエチステロン
    - レボノルゲストレル

  - 静注避妊薬
    - シピオン酸エストラジオール＋メドロキシプロゲステロン酢酸エステル
    - メドロキシプロゲステロン酢酸エステル
    - ノルエチステロンエナント酸

  - 子宮内避妊器具
    - 銅付加子宮内避妊器具

  - ペッサリー
  - コンドーム
  - ミレーナ
- エストロゲン
- インスリン・経口血糖降下薬
  - 速効型インスリン
  - 中間型インスリン
  - グリベンクラミド
- 排卵誘発剤
  - クエン酸クロミフェン
  - グルカゴン
  - メトホルミン
- 黄体ホルモン
  - メドロキシプロゲステロン酢酸エステル
- 甲状腺ホルモン・抗甲状腺薬
  - チロキシン (T4)
  - ヨウ化カリウム (KI)
  - プロピルチオウラシル
  - 複方ヨード・グリセリン

### 免疫学的製剤
- 診断薬
  - ツベルクリン
- 血清・免疫グロブリン
  - 抗Dヒト免疫グロブリン
  - 抗破傷風ヒト免疫グロブリン (TIG)
  - 抗毒素血清
  - ジフテリア抗毒素
  - 狂犬病免疫グロブリン
- ワクチン
  - 生ワクチン
    - BCG
    - 経口生ポリオワクチン
    - 麻疹ワクチン
    - 風疹ワクチン
    - 流行性耳下腺炎 (おたふく) ワクチン
    - 水痘・帯状疱疹ワクチン
    - 黄熱ワクチン
    - ロタリックスワクチン

  - 不活化ワクチン
    - インフルエンザワクチン
    - Hibワクチン
    - 狂犬病ワクチン
    - コレラワクチン
    - 日本脳炎ワクチン
    - 百日咳ワクチン
    - 肺炎球菌ワクチン
    - A型肝炎ワクチン
    - B型肝炎ワクチン
    - 不活化ポリオワクチン (IPV)
    - 腸チフスワクチン - 日本未承認
    - 髄膜炎菌ワクチン - 日本未承認

  - トキソイド
    - ジフテリアトキソイド
    - 沈降破傷風トキソイド

### 筋弛緩剤・コリンエステラーゼ阻害剤
- 筋弛緩剤
  - アトラクリウム - 日本では使われない
  - スキサメトニウム (サクシニルコリン)
  - ベクロニウム臭化物
- コリンエステラーゼ阻害剤
  - ネオスチグミン
  - ピリドスチグミン

### 眼科領域の薬
- 抗感染症薬
  - アシクロビル - 抗ヘルペスウイルス薬
  - ゲンタマイシン - アミノグリコシド系抗生物質
  - テトラサイクリン - テトラサイクリン系抗生物質
- 抗炎症薬
  - プレドニゾロン (PSL)
- 局所麻酔薬
  - テトラカイン
- 縮瞳薬・緑内障治療薬
  - ピロカルピン - 非選択的ムスカリン受容体刺激薬
  - アセタゾラミド - 炭酸脱水酵素阻害薬
  - チモロール - 交感神経β受容体遮断薬
- 散瞳薬
  - アトロピン
  - アドレナリン

### 子宮収縮・収縮抑制剤
- 子宮収縮剤
  - エルゴメトリンマレイン酸塩
  - ミソプロストール - PGE1誘導体
  - オキシトシン (OXT)
  - ミフェプリストン - 日本では未承認
- 子宮収縮抑制剤
  - ニフェジピン - カルシウム拮抗薬

### 腹膜透析液
- 腹膜透析液

### 精神科領域の薬
- 抗精神病薬
  - クロルプロマジン - フェノチアジン系定型抗精神病薬
  - フルフェナジン - フェノチアジン系定型抗精神病薬
  - ハロペリドール - ブチロフェノン系定型抗精神病薬
- 気分障害治療薬
  - 抗うつ薬
    - アミトリプチリン - 三環系抗うつ薬
    - フルオキセチン - 選択的セロトニン再取り込み阻害薬 (SSRI) 

  - 双極性障害治療薬
    - カルバマゼピン (CBZ)
    - 炭酸リチウム
    - バルプロ酸ナトリウム
- 不安障害治療薬
  - ジアゼパム
- 強迫性障害治療薬
  - クロミプラミン
- 向精神薬中毒治療薬
  - ニコチン置換療法
  - メサドン

### 呼吸器系に作用する薬
- 気管支喘息および慢性閉塞性肺疾患の治療薬
  - ベクロメタゾン - ステロイド系抗炎症薬
  - ブデソニド - 糖質コルチコイド
  - アドレナリン
  - イプラトロピウム臭化物
  - サルブタモール - 短時間作用性交感神経β2受容体作動薬 (SABA)

### 電解質・酸塩基平衡補正薬
- 経口
  - 経口補水塩
  - 塩化カリウム
- 非経口
  - グルコース
  - グルコース＋塩化ナトリウム
  - 塩化カリウム
  - 炭酸水素ナトリウム
  - 乳酸ナトリウム
- 注射用水

### ビタミン・ミネラル
- レチノール - ビタミンAの一種
- チアミン - ビタミンB1
- リボフラビン - ビタミンB2
- ニコチンアミド - ビタミンB3
- ピリドキシン - ビタミンB6
- アスコルビン酸 - ビタミンC
- エルゴカルシフェロール - ビタミンD2
- コレカルシフェロール - ビタミンD3
- グルコン酸カルシウム
- フッ化ナトリウム (NaF)
- ヨウ素 (I)

### 小児耳鼻咽喉科領域の薬剤
- 酢酸
- ブデソニド
- シプロフロキサシン (CPFX)
- キシロメタゾリン - アドレナリンα受容体作動薬

### 新生児医療領域の薬剤
- クエン酸カフェイン
- イブプロフェン
- プロスタグランジンE
- 肺サーファクタント